# Eraldo Monzeglio
Eraldo Monzeglio (Vignale Monferrato, 5 de junho de 1906 – Turim, 3 de novembro de 1981) foi um futebolista e treinador de futebol italiano, bicampeão da Copa do Mundo em 1934 e 1938, sendo titular na primeira delas. Apesar dos títulos serem seguidos, somente Monzeglio, Giuseppe Meazza, Giovanni Ferrari e Guido Masetti estiveram nas duas convocações.[carece de fontes?]
A nível de clubes, destacou-se especialmente na fase áurea do Bologna, na época apelidado como "a equipe que faz a Terra tremer". Monzeglio é considerado um dos dez maiores ídolos e o melhor defensor que o clube já teve. Destacou-se também pela Roma, sendo inserido em 2013 no Hall da Fama do futebol italiano. Por outro lado, críticos apontam que Monzeglio teria sido chamado às Copas do Mundo devido à amizade com a família de Benito Mussolini.

## Carreira
Monzeglio começou no modesto Casale, em 1923, rumando em 1926 ao Bologna. Conquistou o campeonato italiano da temporada 1928-29, o segundo da história do clube.[carece de fontes?] Ainda em 1929, o defensor e os felsinei participaram de uma excursão pela América do Sul. A estreia pela seleção italiana viria ao retornar, em 11 de maio de 1930, em vitória de 5-0 sobre a Hungria dentro de Budapeste.[carece de fontes?]
Entre as temporadas 1930-31 e 1934-35, a Juventus obteve um inédito pentacampeonato,[carece de fontes?] formando naturalmente a base da seleção. Monzeglio e Bologna, por sua vez, venceram em 1932 e em 1934 a Copa Mitropa, torneio considerado precursor da Liga dos Campeões da UEFA. Assim, ele terminou convocado à Copa do Mundo FIFA de 1934, sendo, ao lado do atacante Angelo Schiavio, um dos dois representantes dos rossoblù no time titular da Azzurra, dominado por juventinos.
Na Copa, Monzeglio entrou a partir da segunda partida, substituindo o então capitão Virginio Rosetta na dupla de zaga com Luigi Allemandi, permanecendo na titularidade até o fim.[carece de fontes?] Monzeglio deixou o Bologna após a temporada 1934-35, juntando-se à Roma. Mesmo em fim de carreira, continuou, como romanista, convocado pela seleção, sendo chamado à Copa do Mundo FIFA de 1938 para oferecer experiência, possuindo na época 32 anos em um elenco bastante renovado e rejuvenescido, em contraste à média de idade próxima dos 30 anos configurada na Azzurra na edição de 1934. Monzeglio havia perdido velocidade para marcação, mas ganhara experiência no senso de colocação, sendo visto como um reserva de luxo.
Sua última partida pela seleção deu-se na estreia dela na Copa, na vitória por 2-1 sobre a Noruega em Marselha. Fez dupla com Pietro Rava, sendo substituído no decorrer do torneio por Alfredo Foni.[carece de fontes?] Na Roma, Monzeglio jogou por mais um ano, encerrando a carreira de jogador em 1939. 

## Após parar de jogar
Monzeglio seguiu trabalhando na Roma, como assistente técnico. Depois, iniciou uma longa carreira de treinador. Nela, obteve a Serie B de 1949-50 pelo Napoli. Dirigiu ainda Sampdoria e Juventus. Encerrou a carreira dentro do futebol em 1973, quando treinava o Chiasso. Faleceu em Turim, com a idade de 75 anos, e seu corpo encontra-se enterrado em Casale Monferrato, juntamente ao túmulo de seu ex-companheiro de Seleção Umberto Caligaris, com quem havia jogado no Casale entre 1923 e 1926.

## Títulos

### Jogador
- Campeonato Italiano de Futebol: 1928-29
- Copa Mitropa: 1932 e 1934
- Copa do Mundo FIFA: 1934 e 1938

### Treinador
- Campeonato Italiano de Futebol - Série B: 1949-50